# Carl von der Osten-Sacken
Carl Fürst von der Osten, genannt Sacken (* 2. Oktoberjul. / 13. Oktober 1726greg. in Dondangen, Herzogtum Kurland und Semgallen; † 31. Dezember 1794 in Berlin) war ein deutsch-baltischer Adliger, der sowohl als sächsischer als auch preußischer Minister wirkte.

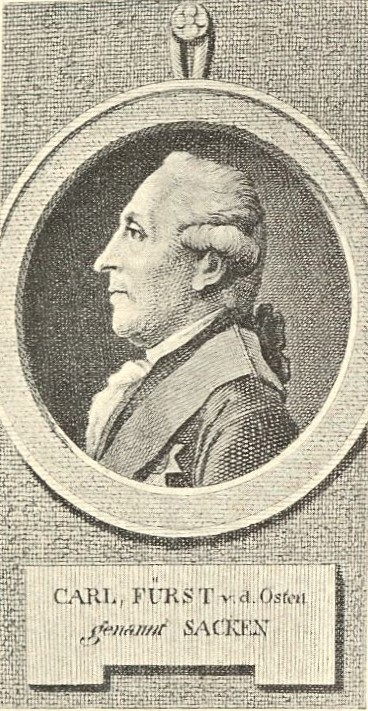
Daniel Berger: Carl von der Osten, genannt Sacken

## Leben

### Herkunft
Carl Fürst von der Osten genannt Sacken entstammte dem deutsch-baltischen Uradel, der mit Arnoldus de Sacken, Lehnsmann des Deutschen Ordens 1395 in Kurland zuerst erscheint und der trotz des seit 1544 angenommenen Namens von der Osten-Sacken mit der pommerschen uradeligen Familie von der Osten nicht zusammenhängt. Er wurde im kurländischen Dondangen am 2. Oktoberjul. / 13. Oktober 1726greg. als Sohn des Johann Ulrich von der Osten genannt Sacken (1674–1731), auf Dodangen, Groß- und Klein-Bathen, Sareicken und Sackenmünde, Starost von Pilten, und der Elisabeth von Fircks (1694–1734) geboren.

### Werdegang
Carl von der Osten trat zunächst in kurfürstlich-sächsische Dienste, in denen er bis 1777 verblieb. Er machte dort schnell Karriere, nachdem er 1753 in die Familie des sächsischen Premierminister Brühl eingeheiratet hatte. Bereits 1763 wurde er vom Kaiser Franz I. in den erblichen Reichsgrafenstand erhoben. Als Direktor der Leipziger Ökonomischen Sozietät wirkte er von 1774 bis 1777. 1768 erhielt er die Ernennung zum kurfürstlich-sächsischen Staatssekretär und Kabinettsminister für auswärtige Angelegenheiten.
1777 trat er in preußische Dienste über. Auch dort erreichte er schnell führende Ämter. Zunächst avancierte er am Hof Friedrichs II. zum königlichen Oberkammerherrn. Dann wurde er Geheimer Staats- und Kriegsminister, und bereits am 3. Juli 1777 mit dem Schwarzen Adlerorden ausgezeichnet. Der Ort Sacken wurde 1782 wohl nach ihm benannt.
Carl von der Osten-Sacken blieb auch unter König Friedrich Wilhelm II. in hoher Gunst. So vertrat er Kurbrandenburg als Großbotschafter bei den Kaiserwahlen in Frankfurt 1790 und 1792. Schon vorher hatte König Friedrich Wilhelm II. ihn in Anerkennung seiner Verdienste um Preußen am 15. Oktober 1786 in den preußischen Fürstenstand erhoben.
Carl von der Osten genannt Sacken starb am 31. Dezember 1794 in Berlin.

### Familie
Er war zweimal verheiratet: Zuerst seit dem 27. Februar 1753 mit Henriette Erdmuthe Eleonore Gräfin von Brühl (1736–1762), dann seit dem 10. November 1771 mit Christiane Charlotte Sophie von Dieskau (1733–1811). Aus der 1. Ehe hatte er eine früh verstorbene Tochter Henriette (1762–1766), so dass dieser fürstliche Zweig seiner Familie mit ihm wieder erlosch.